# Ivoy-le-Pré
Pour les articles homonymes, voir Pré (homonymie).
Ivoy-le-Pré est une commune française située dans le département du Cher en région Centre-Val de Loire. Elle est à 200 km de Paris par la route départementale 940 et l'A77 et à 30 km de Bourges. Ses habitants sont les Ivéopratains.

## Géographie
L'altitude moyenne du village est de 270 m, celle de son territoire varie entre 190 m et 335 m.
La commune fait partie du canton d'Aubigny-sur-Nère,.

### Climat
Pour des articles plus généraux, voir Climat du Centre-Val de Loire et Climat du Cher.
En 2010, le climat de la commune est de type climat océanique dégradé des plaines du Centre et du Nord, selon une étude du CNRS s'appuyant sur une série de données couvrant la période 1971-2000. En 2020, Météo-France publie une typologie des climats de la France métropolitaine dans laquelle la commune est exposée à un climat océanique altéré et est dans la région climatique  Centre et contreforts nord du Massif Central, caractérisée par un air sec en été et un bon ensoleillement. 
Pour la période 1971-2000, la température annuelle moyenne est de 11 °C, avec une amplitude thermique annuelle de 15,6 °C. Le cumul annuel moyen de précipitations est de 908 mm, avec 11,7 jours de précipitations en janvier et 7,6 jours en juillet. Pour la période 1991-2020, la température moyenne annuelle observée sur la station météorologique la plus proche, située sur la commune de La Chapelle-d'Angillon à 5 km à vol d'oiseau, est de 11,6 °C et le cumul annuel moyen de précipitations est de 870,9 mm,. Pour l'avenir, les paramètres climatiques de la commune estimés pour 2050 selon différents scénarios d'émission de gaz à effet de serre sont consultables sur un site dédié publié par Météo-France en novembre 2022.
| Mois                                  | jan.           | fév.           | mars          | avril         | mai           | juin          | jui.          | août          | sep.          | oct.          | nov.          | déc.           | année      |
| ------------------------------------- | -------------- | -------------- | ------------- | ------------- | ------------- | ------------- | ------------- | ------------- | ------------- | ------------- | ------------- | -------------- | ---------- |
| Température minimale moyenne (°C)     | 1,2            | 0,7            | 2,3           | 4,6           | 8,1           | 11,7          | 12,9          | 12,4          | 8,8           | 6,9           | 4,2           | 1,7            | 6,3        |
| Température moyenne (°C)              | 4,3            | 4,9            | 7,6           | 11            | 14,1          | 17,7          | 19,6          | 19,2          | 15,6          | 12,1          | 8             | 5              | 11,6       |
| Température maximale moyenne (°C)     | 7,3            | 9              | 12,9          | 17,3          | 20,1          | 23,7          | 26,2          | 26,1          | 22,4          | 17,3          | 11,7          | 8,3            | 16,9       |
| Record de froid (°C) date du record   | −11,6 07.01.09 | −13,8 09.02.12 | −7,6 12.03.10 | −6 04.04.22   | −2 06.05.19   | 1,5 01.06.11  | 4,9 22.07.08  | 3,6 30.08.09  | −0,5 20.09.12 | −4,9 19.10.09 | −8,5 17.11.07 | −12,4 19.12.09 | −13,8 2012 |
| Record de chaleur (°C) date du record | 16,4 01.01.22  | 22,9 27.02.19  | 24,8 31.03.21 | 28,2 21.04.18 | 31,8 28.05.17 | 38,8 29.06.19 | 41,6 25.07.19 | 38,3 19.08.12 | 36,1 04.09.23 | 31,2 02.10.23 | 23,2 07.11.15 | 17,1 17.12.19  | 41,6 2019  |
| Précipitations (mm)                   | 76,5           | 65,2           | 68            | 69,1          | 79,1          | 61,1          | 68,8          | 64,5          | 68,2          | 79,7          | 82,6          | 88,1           | 870,9      |

## Urbanisme

### Typologie
Au 1er janvier 2024, Ivoy-le-Pré est catégorisée commune rurale à habitat dispersé, selon la nouvelle grille communale de densité à 7 niveaux définie par l'Insee en 2022.
Elle est située hors unité urbaine et hors attraction des villes,.

### Occupation des sols
L'occupation des sols de la commune, telle qu'elle ressort de la base de données européenne d’occupation biophysique des sols Corine Land Cover (CLC), est marquée par l'importance des territoires agricoles (66,3 % en 2018), une proportion sensiblement équivalente à celle de 1990 (66,4 %). La répartition détaillée en 2018 est la suivante : 
terres arables (45 %), forêts (33,3 %), prairies (17,1 %), zones agricoles hétérogènes (3,3 %), cultures permanentes (0,9 %), zones urbanisées (0,3 %).
L'évolution de l’occupation des sols de la commune et de ses infrastructures peut être observée sur les différentes représentations cartographiques du territoire : la carte de Cassini (XVIIIe siècle), la carte d'état-major (1820-1866) et les cartes ou photos aériennes de l'IGN pour la période actuelle (1950 à aujourd'hui).

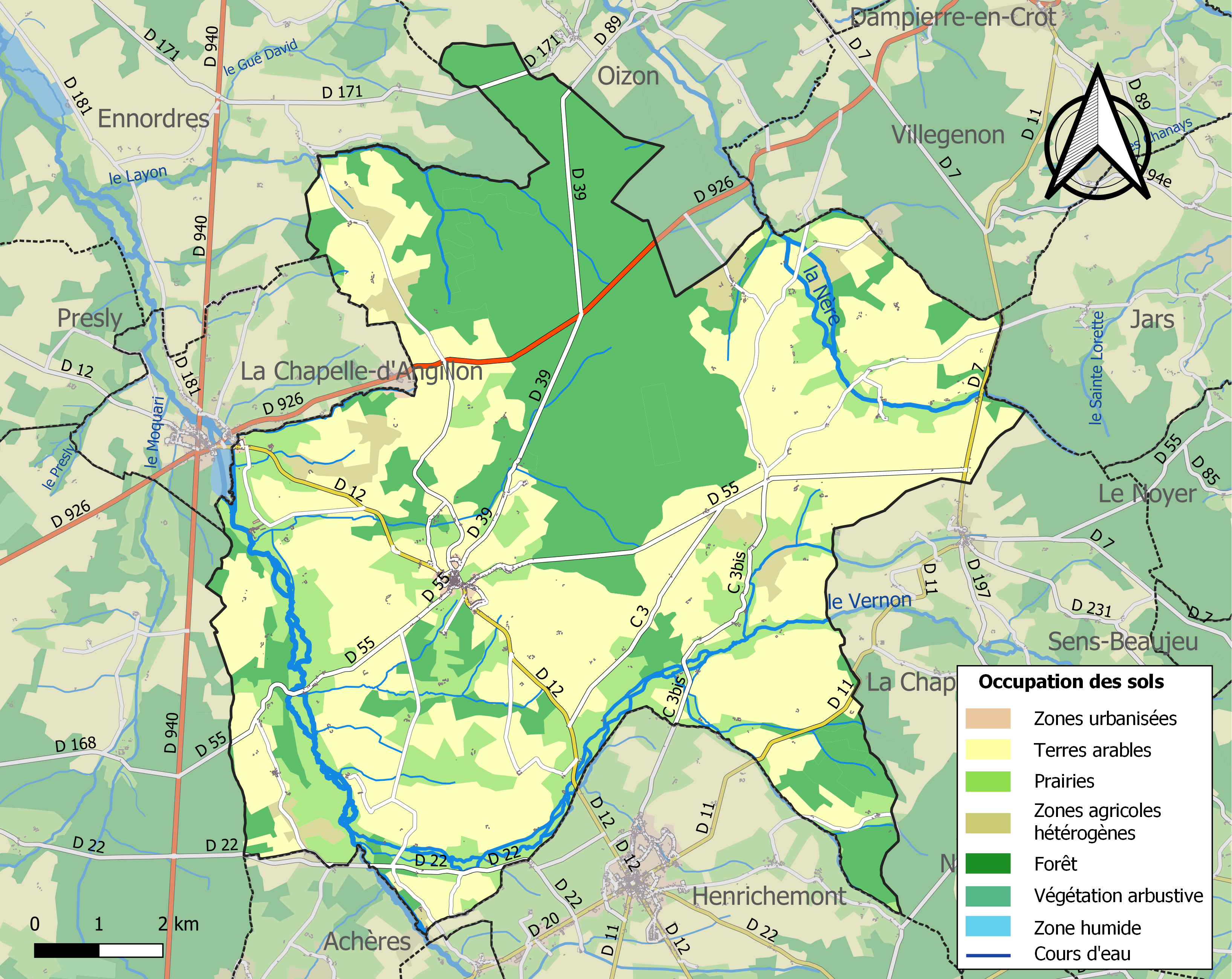
Carte des infrastructures et de l'occupation des sols de la commune en 2018 (CLC).

### Risques majeurs
Le territoire de la commune d'Ivoy-le-Pré est vulnérable à différents aléas naturels : météorologiques (tempête, orage, neige, grand froid, canicule ou sécheresse) et séisme (sismicité très faible). Un site publié par le BRGM permet d'évaluer simplement et rapidement les risques d'un bien localisé soit par son adresse soit par le numéro de sa parcelle.

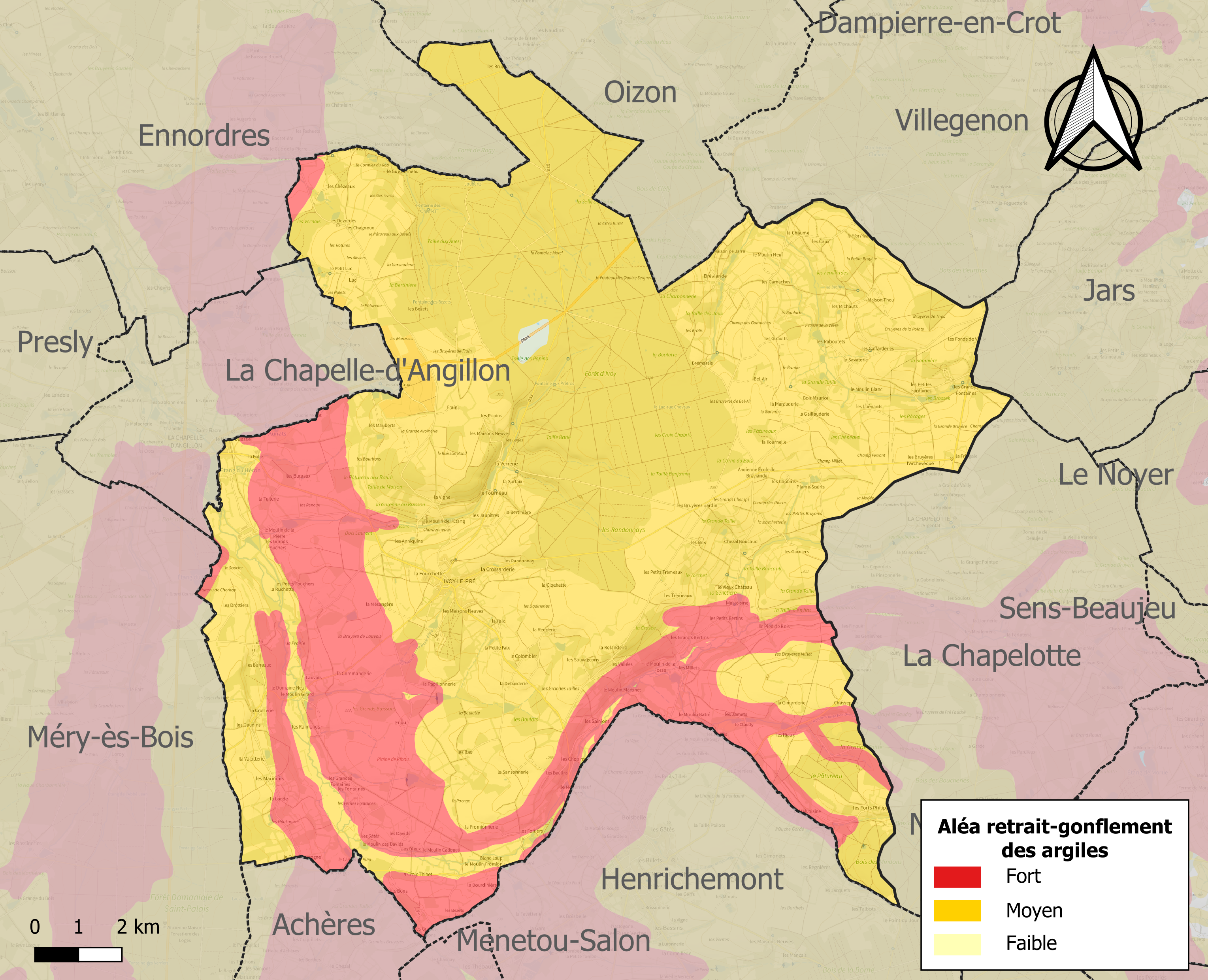
Carte des zones d'aléa retrait-gonflement des sols argileux d'Ivoy-le-Pré.

Le retrait-gonflement des sols argileux est susceptible d'engendrer des dommages importants aux bâtiments en cas d’alternance de périodes de sécheresse et de pluie. 99,8 % de la superficie communale est en aléa moyen ou fort (90 % au niveau départemental et 48,5 % au niveau national). Sur les 570 bâtiments dénombrés sur la commune en 2019, 570 sont en aléa moyen ou fort, soit 100 %, à comparer aux 83 % au niveau départemental et 54 % au niveau national. Une cartographie de l'exposition du territoire national au retrait gonflement des sols argileux est disponible sur le site du BRGM,.
Concernant les mouvements de terrains, la commune a été reconnue en état de catastrophe naturelle au titre des dommages causés par des mouvements de terrain en 1999.

## Histoire

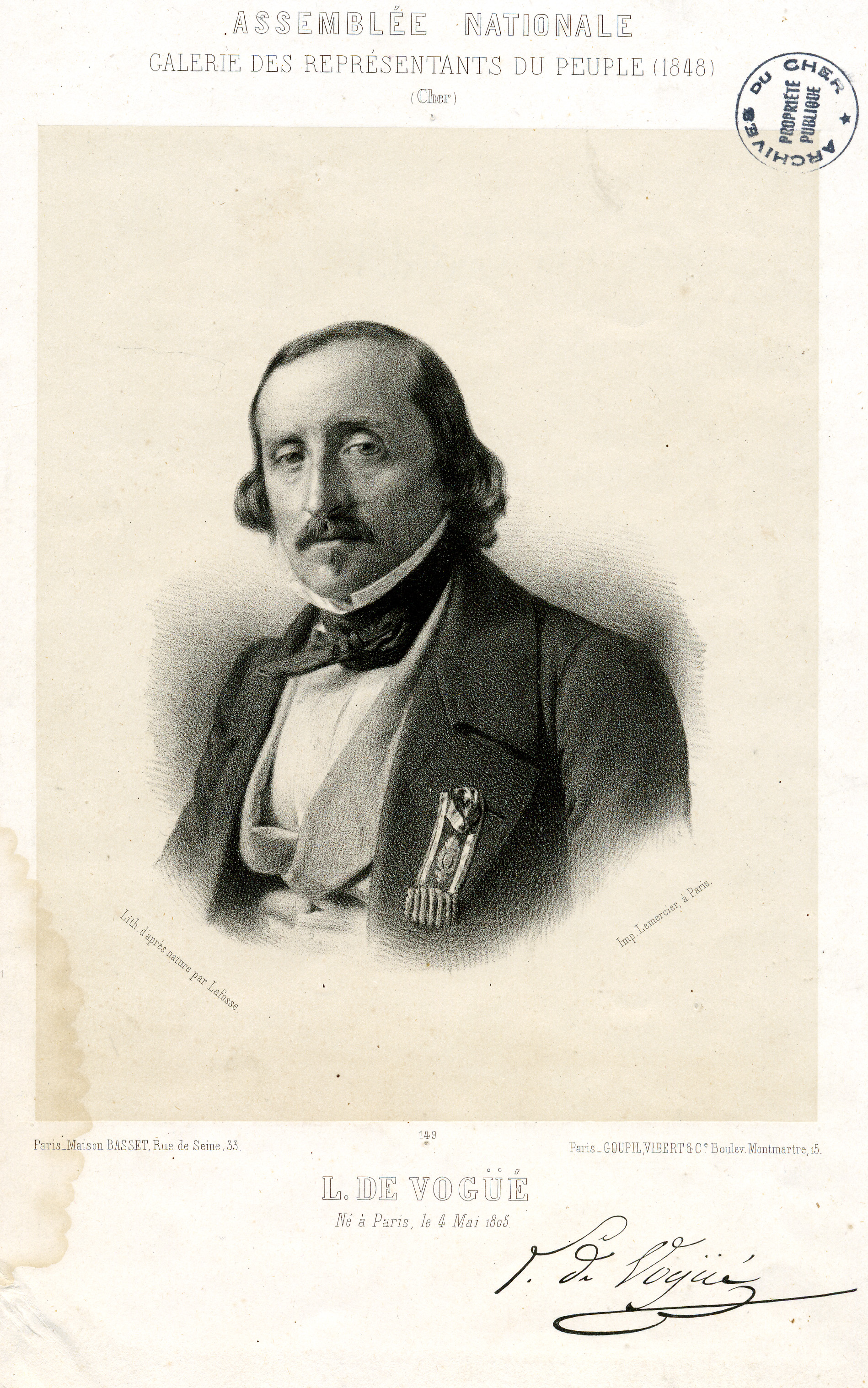
Le marquis Léonce de Vogüé.

À l'automne 1834, Léonce de Vogüé acquiert les propriétés d'Ivoy-le-Pré, comprenant 3 000 arpents de bois et une forge. En 1846, pour remplacer celle-ci, il fonde l'usine de Mazières, près de Bourges.
Léonce de Vogüé est élu en 1839 conseiller général du Cher pour le canton de La Chapelle d'Angillon, où se trouve Ivoy-le-Pré, jusqu'en 1852. En 1849, il préside le conseil général du Cher. En 1864, il est élu conseiller-général du canton d'Aubigny sur Nère, où se trouve son chateau de La Verrerie, jusqu'en 1871.

## Politique et administration
| Période                                  | Période                         | Identité           | Étiquette | Qualité |
| ---------------------------------------- | ------------------------------- | ------------------ | --------- | --- |
| Les données manquantes sont à compléter. |                                 |                    |           | |
| mars 2001                                | mars 2008                       | Etienne de Saporta | UDF       | |
| mars 2008                                | En cours (au 27 septembre 2014) | David Dallois,     | LR        | Cadre administratif et commercial d'entreprise Conseiller général du canton de La Chapelle-d'Angillon (2004-2015) puis conseiller départemental (depuis 2021) |

## Démographie
L'évolution du nombre d'habitants est connue à travers les recensements de la population effectués dans la commune depuis 1793. Pour les communes de moins de 10 000 habitants, une enquête de recensement portant sur toute la population est réalisée tous les cinq ans, les populations de référence des années intermédiaires étant quant à elles estimées par interpolation ou extrapolation. Pour la commune, le premier recensement exhaustif entrant dans le cadre du nouveau dispositif a été réalisé en 2004.

En 2022, la commune comptait 775 habitants, en évolution de −4,2 % par rapport à 2016 (Cher : −2,48 %, France hors Mayotte : +2,11 %).
| 1793  | 1800  | 1806  | 1821  | 1831  | 1836  | 1841  | 1846  | 1851  |
| ----- | ----- | ----- | ----- | ----- | ----- | ----- | ----- | ----- |
| 2 246 | 2 546 | 2 636 | 2 487 | 2 666 | 2 705 | 2 703 | 2 850 | 2 770 |

| 1856  | 1861  | 1866  | 1872  | 1876  | 1881  | 1886  | 1891  | 1896  |
| ----- | ----- | ----- | ----- | ----- | ----- | ----- | ----- | ----- |
| 2 800 | 2 621 | 2 643 | 2 559 | 2 522 | 2 419 | 2 464 | 2 548 | 2 438 |

| 1901  | 1906  | 1911  | 1921  | 1926  | 1931  | 1936  | 1946  | 1954  |
| ----- | ----- | ----- | ----- | ----- | ----- | ----- | ----- | ----- |
| 2 274 | 2 195 | 2 168 | 2 025 | 1 869 | 1 768 | 1 547 | 1 536 | 1 337 |

| 1962  | 1968  | 1975 | 1982 | 1990 | 1999 | 2004 | 2006 | 2009 |
| ----- | ----- | ---- | ---- | ---- | ---- | ---- | ---- | ---- |
| 1 189 | 1 042 | 856  | 933  | 807  | 857  | 873  | 854  | 882  |

| 2014 | 2019 | 2022 | - | - | - | - | - | - |
| ---- | ---- | ---- | - | - | - | - | - | - |
| 817  | 790  | 775  | - | - | - | - | - | - |

## Culture locale et patrimoine

### Lieux et monuments
- Église Saint-Aignan, initiée au XIIIe siècle, inscrite au titre des monuments historiques en 1927, où se trouve le tableau La Descente de croix.
- Château d'Ivoy.
- Château de la Cour.
- Château des Fontaines.
- Château de Moison.
- Château de la retraite.

### Personnalités liées à la commune
Ivéopratains :
- Nicolas Leblanc y est né le 6 décembre 1742. Chimiste au moment de la Révolution, il créa la première lessive « moderne » en extrayant la soude du sel marin.
- Félix Millet, né en 1844, déposa le premier brevet d'un moteur thermique rotatif en étoile à 5 cylindres. Il incorpora ce moteur dans la roue arrière d'un bicyclette, inventant ainsi la première motocyclette. Ce type de moteur équipa ensuite les avions.
- Robert Estoublon (1844-1905), juriste, y est né.
- Rémy Chauvin, biologiste et entomologiste français qui mena ses travaux au début des années 1990 dans le château d'Ivoy dont il était le propriétaire.
- François Righi, artiste plasticien, vit et travaille sur la commune depuis 1976.
- Edmond Delfour, international français de football. Ivoy-le-Pré est le village d'origine de sa mère Angèle Legros.

### Héraldique
|  | Les armoiries d'Ivoy-le-Pré se blasonnent ainsi : D'argent à la branche d'if fruitée de deux pièces au naturel, posée en pal et renversée, à la filière d'or. |

## Galerie

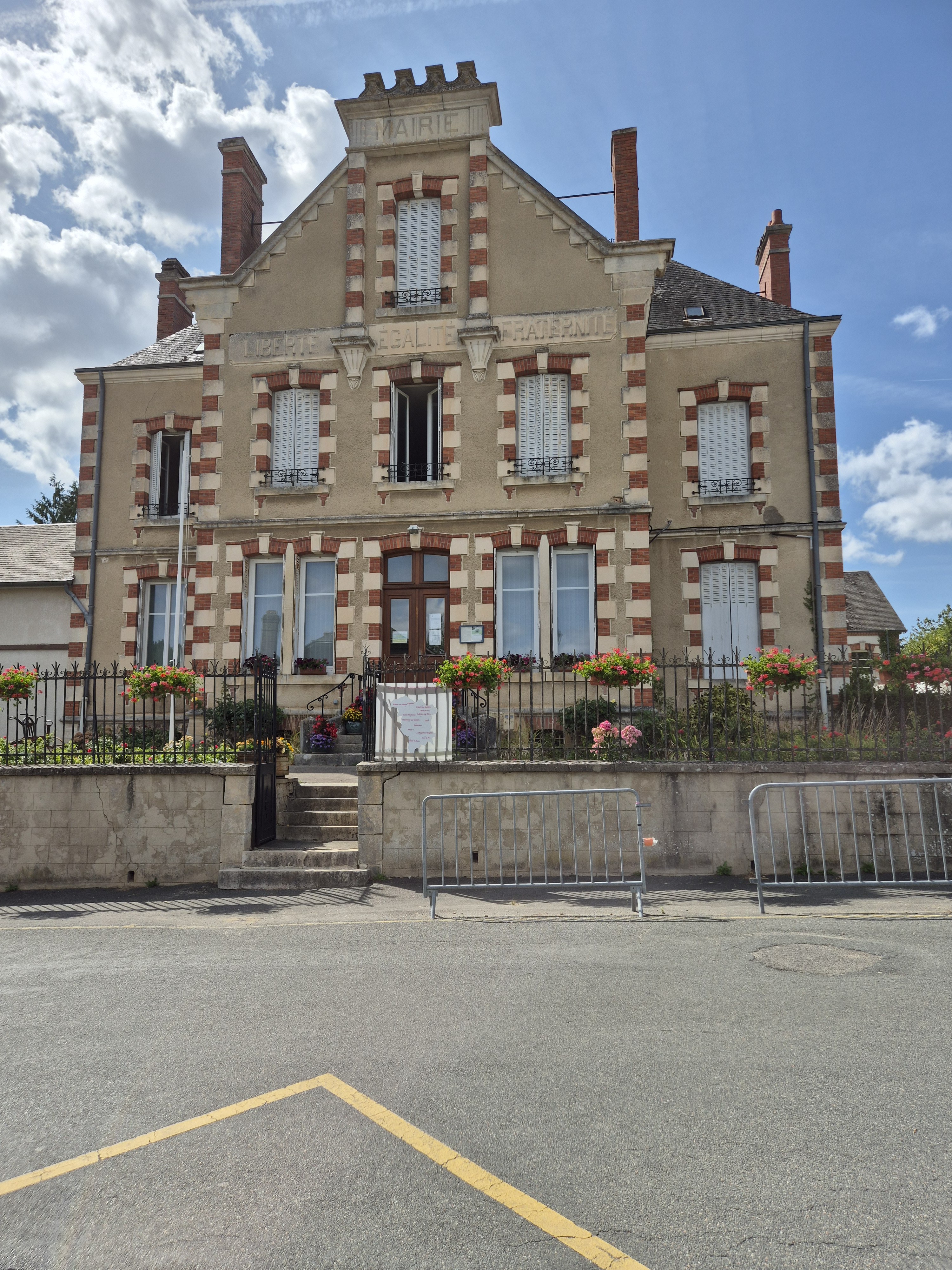
Mairie
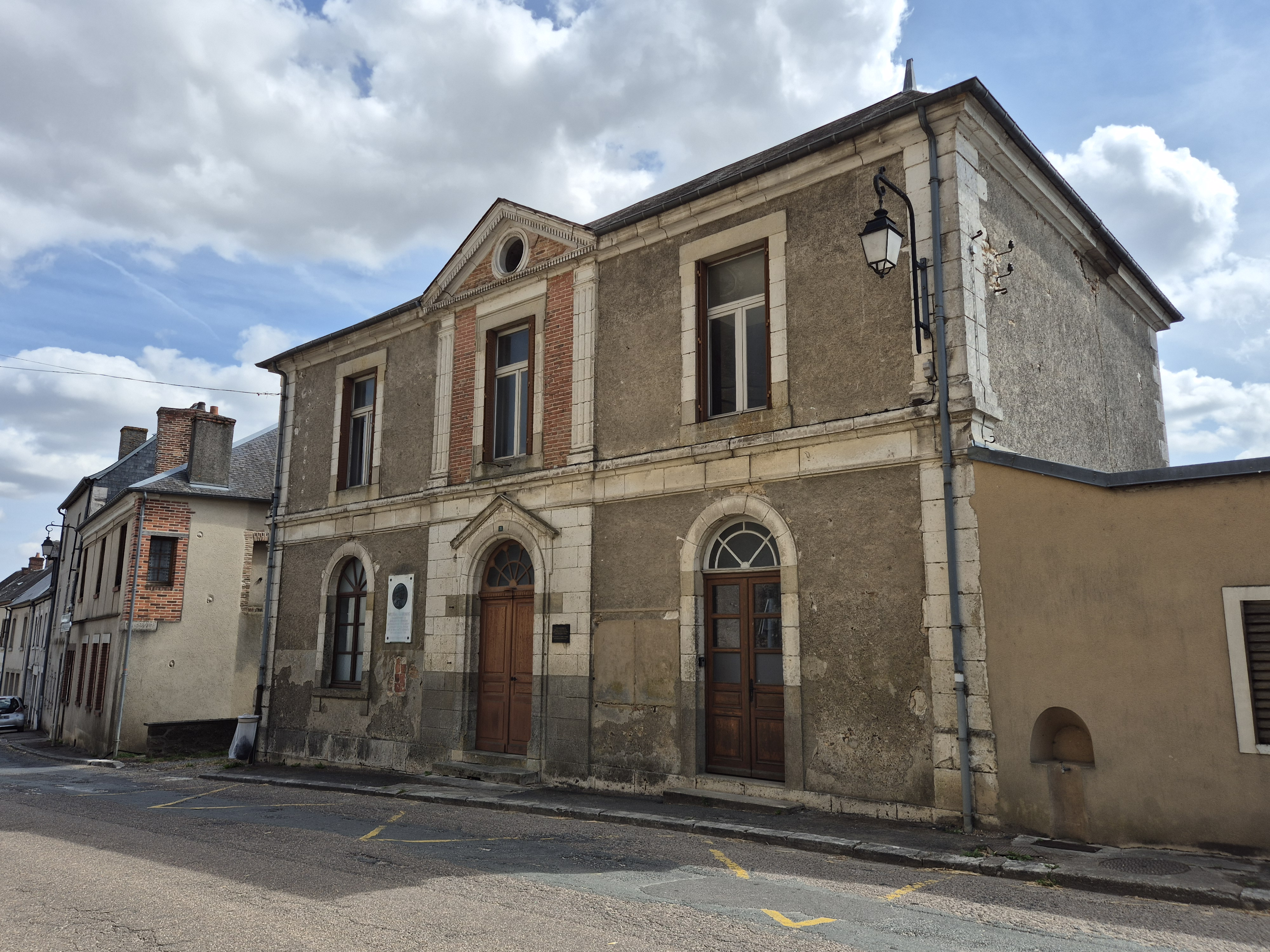
Maison natale de Nicolas Leblanc
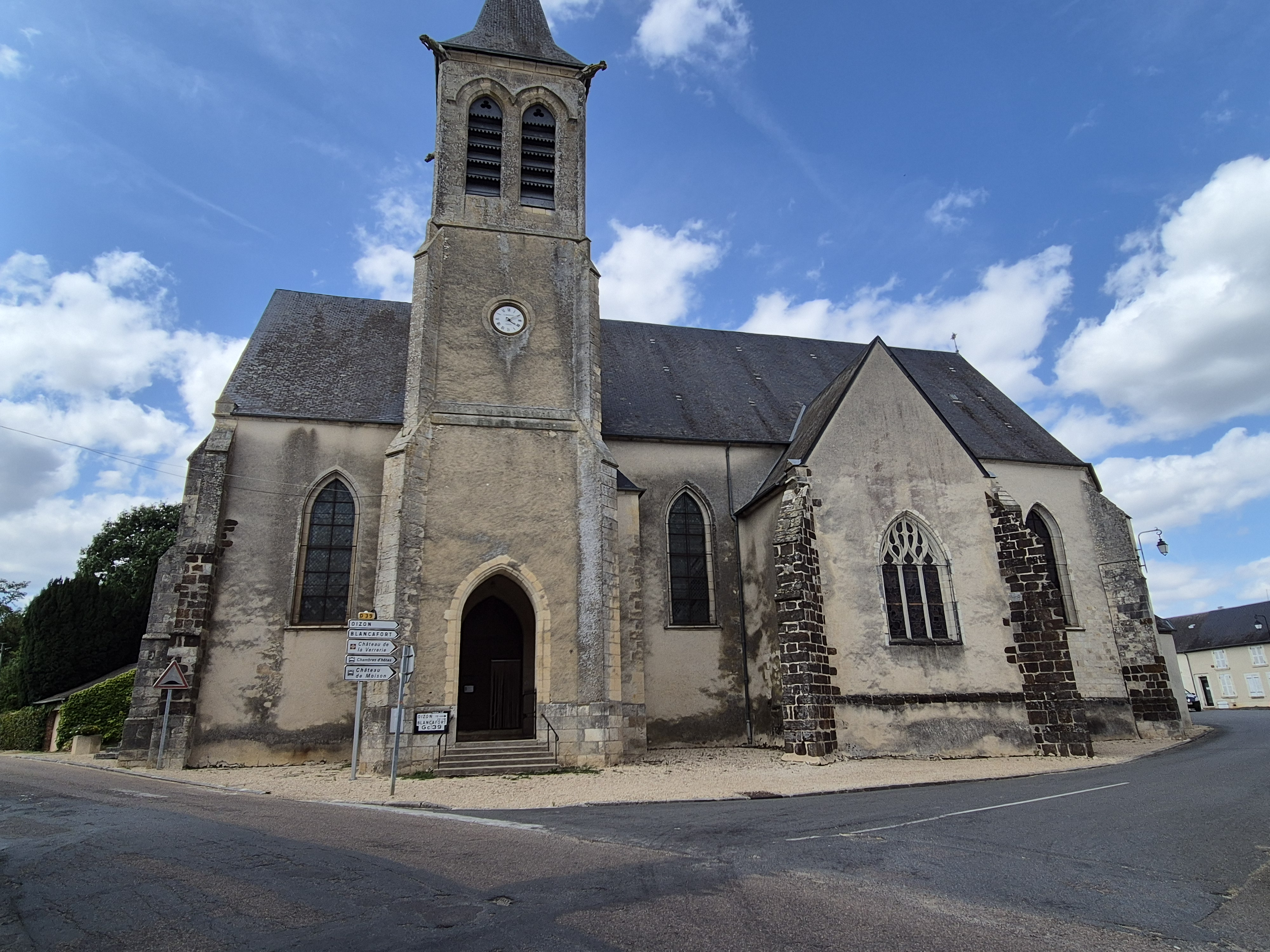
église